# Ryszard Jakubowski (lekkoatleta)
Ryszard Jakubowski (ur. 24 lutego 1959 w Stargardzie Szczecińskim) – polski lekkoatleta, specjalizujący się w rzucie młotem, medalista mistrzostw Polski, trener.

## Kariera sportowa
Był zawodnikiem LKS Pomorze Stargard, Legii Warszawa (1979–1982), ponownie LKS Pomorze (1982–1986) i Stali Mielec (od 1986).
Na mistrzostwach Polski seniorów na otwartym stadionie zdobył dwa medale w rzucie młotem: srebrny w 1987 i brązowy w 1990. Po zakończeniu kariery pracował w Stali Mielec jako trener, jego zawodnikiem był m.in. Jakub Giża.
Rekord życiowy w rzucie młotem: 72,58 (19.08.1990).